# Contrat d'insertion professionnelle
Pour les articles homonymes, voir CIP.
Le contrat d'insertion professionnelle (CIP) est un type de contrat de travail français à durée déterminée pour les moins de 26 ans rémunéré à 80 % du SMIC qui est mis en place par le gouvernement Balladur en 1993-1994 pour favoriser l'insertion professionnelle des jeunes et lutter contre le chômage. Le CIP est retiré sous la pression populaire, notamment des jeunes.

## Histoire

### Genèse du «SMIC jeunes» sous Édith Cresson
Édith Cresson est nommée Premier ministre alors que le chômage français vient de dépasser les 2,7 millions de demandeurs d'emploi et que la situation de l'emploi des jeunes empire : de 45 % de sans-emploi en 1982, le chômage des moins de 25 ans était tombé à 28 % en 1990, avant de repartir à la hausse cette année-là. Elle demande à sa ministre du Travail Martine Aubry de mettre en place un plan emploi pour le gouvernement avant la rentrée 1991. Celle-ci propose la création d'une prime à l'embauche de 15 000 francs, qui serait versée à toute entreprise qui recruterait en CDI un chômeur de plus de six mois.
Le ministre des Finances Pierre Bérégovoy, considérant le niveau du SMIC comme trop élevé pour les employeurs potentiels, propose alors la création d'un « SMIC jeunes ». Le projet est refusé par le président de la République François Mitterrand sur le conseil de Martine Aubry et de Jean-Louis Bianco, qui considère que les employeurs, au lieu d'embaucher des salariés supplémentaires, utiliseront le SMIC jeunes pour payer moins cher des jeunes qu'ils auraient de toute manière embauchés.

### Le rapport Mattéoli et le CIP
Inspirée du rapport Mattéoli qui voit dans le SMIC « une barrière à l'emploi des travailleurs peu qualifiés », la loi quinquennale du 20 décembre 1993 instaure, à destination des jeunes de moins de vingt-six ans, jusqu'à bac+3, le contrat d'insertion professionnelle : contrat de travail à durée déterminée, comprise entre six mois et un an, renouvelable une fois dont la rémunération en pourcentage du SMIC est fixée par décret.
Publiés le 23 février 1994, les décrets d'application fixant cette rémunération à 80 % du SMIC (ou moins si le contrat est associé à une formation) déclenchent la protestation des étudiants et lycéens d'abord, qui seront rejoints ensuite par les syndicats et l'opinion publique (en mars 1994, selon un sondage de l'Institut CSA pour le quotidien InfoMatin, 55 % des Français se déclaraient opposés au contrat d'insertion professionnelle). Au cours du mois de mars de nombreuses manifestations ont lieu, rassemblant plusieurs centaines de milliers de manifestants, notamment à Nantes et à Lyon où la police intervient de façon musclée. L'ampleur croissante du mouvement qui dénonce la création d'un « SMIC-jeunes » conduit finalement Édouard Balladur à annoncer la suspension, puis le retrait définitif du CIP, le 30 mars 1994.
Le CIP est remplacé par une aide de l'État aux entreprises embauchant un jeune pour une durée minimale de 18 mois. L'article de loi instaurant le CIP sera définitivement abrogé par la loi du 8 août 1994.

### La consultation nationale des jeunes
Le 14 juin 1994, en réponse à cet échec, le gouvernement Balladur annonce une « consultation nationale des jeunes », s'appuyant sur un questionnaire envoyé par voie postale, dont les résultats étaient censés permettre de comprendre les attentes et le point de vue des 9 millions de Français âgés de 15 à 25 ans (dont 1,6 million ont répondu).
Les membres de la commission chargée de l'analyse des résultats étaient :
- Claude Bébéar, président d'AXA ;
- Rachel Brayer, jeune créatrice d'entreprise ;
- Roger Burnel, président de l'Union nationale des associations familiales ;
- Gérard d'Andrea, commissaire divisionnaire, conseiller du président de la RATP ;
- Mireille Dumas, journaliste et productrice de télévision ;
- Domitille Duval-Arnould (d), juge aux affaires familiales à Bobigny ;
- Khalid El Quandili, ex-champion de full-contact, créateur et animateur de Sports Insertion Jeunes ;
- Michel Fize, sociologue au CNRS ;
- Alain Michel, président de l'association humanitaire ÉquiLibre ;
- Marie-Danielle Pierrelée, proviseur d'un lycée professionnel à Saint-Denis ;
- Christian Spitz, dit « doc », pédiatre et animateur de radio (Lovin' Fun, sur Fun Radio) et de télévision (Chela ouate, sur France 2), très écouté par les jeunes.

Le questionnaire a été beaucoup critiqué en son temps, notamment par la vision biaisée de la jeunesse qu'il véhiculait, ne prévoyant pas, par exemple, que les « jeunes » interrogés puissent être eux-mêmes parents, et pour son coût, 47 millions de francs (~7 millions d'euros), dont 39,8 pour l'agence de publicité Euro-RSCG. Le rapport, remis le 21 décembre 1994, proposait un ensemble de mesures pour la jeunesse, parmi lesquelles un droit au premier emploi garanti par l'État, un abandon des contrats à durée déterminée, une baisse des cotisations sociales pour les employeurs de jeunes, une carte de transport à demi-tarif (qui a effectivement été mise en place), l'abaissement de l'âge de scolarisation obligatoire à 14 ans, ainsi que diverses dispositions relatives au logement.

### CIP, et CPE
Jacques Chirac dira durant sa campagne à l'élection présidentielle de 1995 que « le CIP était une connerie », mais proposera en 2006 le CPE et le CNE, qui provoqueront un large mouvement de contestation.

## Dans la culture populaire
Le 28 mars 1994 sur France 2, Michel Field anime l'émission Demain les jeunes, restée accessible sur le site de l'Institut national de l'audiovisuel (INA),,, organisée sous la forme de deux heures de happening en direct avec 200 lycéens et étudiants, au moment des manifestations contre le contrat d'insertion professionnelle, une "sorte de sous-smic" pour les jeunes voulu par le Premier ministre Edouard Balladur, avec la participation du chanteur Tonton David, dont la chanson "Sûr et certain" est reprise dans les manifestations, et pour laquelle Jacques Chirac le félicite le lendemain mais qui aurait "participé au retrait du projet", selon Balladur, qui a mis fin à la rallonge budgétaire promise à France 2.